# Alexander von Roes
Alexander von Roes (* um 1225 in Köln; † kurz vor 1300) war ein mittelalterlicher deutscher Gelehrter und Kanoniker.

## Leben
Über Alexanders Leben ist nur relativ wenig bekannt. Er war als Kanoniker am Stift St. Maria im Kapitol in Köln (ein adliges Kanonissenstift) tätig und ist möglicherweise mit dem dort urkundlich belegten Alexander von Leysberg (oder Leysburg) identisch. 1280/81 hielt er sich an der Kurie in Rom auf und befand sich dort offenbar im Umfeld des Kardinaldiakons Giacomo Colonna, der aus einer der einflussreichsten stadtrömischen Familien stammte und politisch pro-kaiserlich gesinnt war. Alexander scheint vor dem Jahr 1300 verstorben zu sein.

## Werke
Memoriale de prerogativa imperii Romani
Es handelt sich dabei um eine 1281 verfasste und Giacomo Colonna gewidmete politische Denkschrift. Das Leitthema ist der politische Vorrang des Heiligen Römischen Reiches in der lateinischen Christenheit, der auch heilsgeschichtlich begründet wird. Alexander stützt sich dabei auf mehrere Quellen, unter anderem die Abhandlung des Jordanus von Osnabrück. Mit diesem war Alexander eventuell befreundet, zumindest lobte er dessen Schrift, die er vollständig übernahm (Kapitel 4 bis 9).
Das Memoriale ist staatstheoretisch bedeutsam, da Alexander in Form einer Streitschrift die Bedeutung des als universal verstandenen mittelalterlichen Imperiums nach dem Ende der Staufer erneut betonte. Dies geschah in bewusster Auseinandersetzung und Absetzung zu konkurrierenden französischen Ansprüchen, nachdem das Reich infolge des Interregnums politisch an Bedeutung eingebüßt hatte, während Frankreich zur neuen Vormacht im lateinischen Europa aufstieg. Ebenso betonte Alexander in Abgrenzung zu universalen kurialistischen Ansprüchen (wie in den Schriften des Tolomeo von Lucca) die Unabhängigkeit des Kaisertums vom Papsttum.
Alexander war offenbar ernsthaft besorgt über die Lage des Reiches, die er als krisenhaft wahrnahm. Jordanus und Alexander, wenig später auch Engelbert von Admont und Dante, traten weiterhin für die kaiserliche Universalidee ein. Eine Rolle spielte hierbei auch die Vorstellung eines „Weltende“, das aber nach einer verbreiteten Prophetie erst mit dem Untergang des Römischen Reiches eintreten werde. Da das westliche mittelalterliche Imperium im Sinne der Translatio imperii als Fortsetzung des antiken Römerreiches begriffen wurde, konnte das Ende nicht eintreten, solange das Imperium und Kaisertum bestehen blieben. Alexander entwickelte zudem eine Rangordnung der Völker („Weltämter“), der zufolge in Europa den Deutschen die Herrschaft (Imperium bzw. regnum), den Italienern der geistliche Bereich (Sacerdotium) und den Franzosen die Wissenschaft (Studium) zustehe. Dieser Vorstellung lag die Idee zugrunde, dass die Welt einer gewissen Ordnung folgen müsse.
Im weiteren Verlauf des Spätmittelalters fand das Memoriale einige Verbreitung; eine gekürzte deutsche Übersetzung entstand im 15. Jahrhundert. Die Schrift gehört damit zu den ältesten deutschen politischen Prosatraktaten.
Noticia saeculi
Es handelt sich bei der Noticia um eine 1288 verfasste Schrift über Zeit und Raum der Christenheit, die einem unbekannten  stadtrömischen Adligen gewidmet ist. Alexander nimmt hier ebenfalls Bezug auf das „Weltende“ und bezieht sich ebenso auf die Theorie der drei „Weltämter“. Die Schrift behandelt vor allem die Fragen nach den kommenden Vorzeichen der Endzeit und wann der Anti-Christ erscheint.
Pavo
Im Gegensatz zu den beiden vorherigen Prosaschriften, ist das dritte bekannte Werk Alexanders ein in allegorischer Form um 1285 verfasstes papstkritisches Gedicht. Es nimmt in spöttischer Form Bezug auf das Konzil von Lyon 1245, spielt in diesem Zusammenhang aber deutlich auf die zeitgenössischen Umstände an. Papst Martin IV., den Alexander sehr kritisch betrachtete, erscheint als aufgeblasener Pfau (lateinisch Pavo), der zusammen mit dem Hahn (Frankreich) auf dem „Vogelkonzil“ gegen den „deutschen Adler“ agitiert und diesen absetzen will. Die Stilmittel deuten auf einen originellen und unkonventionellen Dichter hin.

## Ausgaben
- Staatsschriften des späteren Mittelalters 1,1: Die Schriften des Alexander von Roes und des Engelbert von Admont. Teil 1: Alexander von Roes, Schriften [Memoriale de prerogativa Romani imperii - Noticia seculi - Pavo]. Herausgegeben von Herbert Grundmann und Hermann Heimpel = Staatsschriften des späteren Mittelalters 1,1: Stuttgart 1958 (Monumenta Germaniae Historica, Digitalisat)
- Herbert Grundmann, Hermann Heimpel (Hrsg.): Die Schriften des Alexander von Roes. Weimar 1949. Monumenta Germaniae Historica, Dt. MA 4 (Digitalisat; dort auch umfangreiche Einleitung zu Leben und Werken mit deutscher Übersetzung).